# Litotes
Die Litotes (altgriechisch λιτότης litótēs, deutsch ‚Sparsamkeit‚ Zurückhaltung‘, zu altgriechisch λιτός litós, deutsch ‚schlicht, einfach‘) ist die Stilfigur der doppelten Verneinung (z. B. nicht unüblich) oder der Verneinung des Gegenteils (z. B. nicht selten). Damit kann zum Beispiel eine Behauptung vorsichtig ausgedrückt oder eine Aussage abgeschwächt werden (Untertreibung). Aber auch eine Hervorhebung kann indirekt bewirkt werden. Die Litotes taucht oft im Rahmen von Ironie auf.
Im Deutschen ist die doppelte Verneinung des Typs nicht un- ab dem 17. Jahrhundert breit nachgewiesen, einzelne Belege sind wesentlich älter. Die Verwendung als Stilmittel zur Untertreibung verfestigte sich im 19. Jahrhundert. Unklar ist, ob ein Einfluss aus dem Latein vorliegt.

## Beispiele
Doppelte Verneinung:
- „Er hat damit nicht unrecht“ (= Er hat damit recht)
- „nicht ohne Witz“ (= witzig)

Verneinung des Gegenteils:
- „nicht wenig“ (= viel)
- „nicht übel“ (= gut)
- „unklug“ (= dumm)

Ein bekanntes Beispiel aus dem Englischen ist not amused. Zum Beispiel bedeutet She is not amused wörtlich ‚Sie ist nicht erfreut‘, dahinter verbirgt sich jedoch eher die Bedeutung „Sie ist verärgert“. Die Ausdrucksweise veranschaulicht, dass eine Aussage („verärgert“) durch die Verneinung des Gegenteils („nicht erfreut“) abgeschwächt werden kann. Sie eignet sich dadurch für höfliche Ausdrucksweisen, aber auch für die ironische Verwendung.
Ein lateinisches Beispiel ist non ignorare für ‚genau wissen‘ (von non ‚nicht‘, und ignorare ‚verkennen‘). Im Grönländischen sind ajunngit- „gut sein“ und nalunngit- „wissen“ eigentlich die verneinten Formen von ajor- „schlecht sein“ und nalu- „nicht wissen“, aber deutlich frequenter als diese.

## „Falsche Litotes“
In vielen Sprachen, auch in deutschen Dialekten, stellt die doppelte Verneinung tatsächlich eine Bekräftigung der Verneinung dar (‚negativer Concord‘):
- Unser Bruder Melcher, der wollt’ ein Reiter werden, hatt er doch kein Pferdchen nicht, konnt er keiner werden
- Der Revoluzzer von Erich Mühsam: Wenn wir ihn’ das Licht ausdrehen, / Kann kein Bürger nichts mehr sehen
- bayerisch: Des is koa Sünd ned ‚Das ist keine Sünde nicht‘
- italienisch: Non è niente di serio ‚das ist nicht nichts Ernstes‘ (Bedeutung: Das ist nichts Ernstes)
- tschechisch: Nemám nic ‚Ich habe nichts nicht‘ (Ich habe nichts)
- englisch: I can't get no satisfaction (Ich kann nicht genug bekommen); We don’t need no education (Wir brauchen keine Bildung); Ain't no sunshine (Die Sonne scheint nicht)
- spanisch: No he visto nada (Ich habe nichts gesehen)
- niederländisch: Ik zou dat nooit niet doen (Ich würde das bestimmt nicht machen)
- ungarisch: Nem megyek sehová. (Ich gehe nirgendwohin.)